# Fighters Pordenone
I Fighters Pordenone sono stati la squadra di football americano di Pordenone. Fondati nel 1984, hanno chiuso nel 1996.

## Dettaglio Stagioni

### Campionato

#### Serie A1
| Stagione | regular season | regular season | regular season | regular season | regular season | regular season | playoff | playoff | playoff | playoff | playoff | playoff   | playoff    |
|          | Vin            | Par            | Per            | Tot            | PF             | PS             | Vin     | Per     | Tot     | PF      | PS      | risultato | avversaria |
| -------- | -------------- | -------------- | -------------- | -------------- | -------------- | -------------- | ------- | ------- | ------- | ------- | ------- | --------- | ---------- |
| 1988     | 0              | 0              | 12             | 12             | 45             | 490            | -       | -       | -       | -       | -       | -         | -          |
| Totale   | 0              | 0              | 12             | 12             | 45             | 490            | -       | -       | -       | -       | -       |           |            |

Fonte: Enciclopedia del Football - A cura di Roberto Mezzetti

#### Serie A2/B (secondo livello)
| Stagione | regular season | regular season | regular season | regular season | regular season | regular season | playoff | playoff | playoff | playoff | playoff | playoff          | playoff         |
|          | Vin            | Par            | Per            | Tot            | PF             | PS             | Vin     | Per     | Tot     | PF      | PS      | risultato        | avversaria      |
| -------- | -------------- | -------------- | -------------- | -------------- | -------------- | -------------- | ------- | ------- | ------- | ------- | ------- | ---------------- | --------------- |
| 1984     | 2              | 2              | 6              | 10             | 109            | 135            | -       | -       | -       | -       | -       | -                | -               |
| 1985     | 5              | 1              | 4              | 10             | 177            | 147            | -       | -       | -       | -       | -       | -                | -               |
| 1986     | 6              | 0              | 4              | 10             | 176            | 101            | -       | -       | -       | -       | -       | -                | -               |
| 1987     | 9              | 0              | 1              | 10             | 301            | 45             | 1       | 0       | 1       | 30      | 14      | Co-campioni      | Bears Merano    |
| 1989     | 2              | 0              | 6              | 8              | 90             | 164            | -       | -       | -       | -       | -       | -                | -               |
| 1991     | 5              | 0              | 3              | 8              | 72             | 136            | 0       | 1       | 1       | 0       | 49      | Quarti di finale | Apaches Firenze |
| 1992     | 2              | 0              | 6              | 8              | 32             | 151            | -       | -       | -       | -       | -       | -                | -               |
| 1993     | 0              | 1              | 9              | 8              | 45             | 287            | -       | -       | -       | -       | -       | -                | -               |
| 1994     | 1              | 0              | 7              | 8              | 49             | 251            | -       | -       | -       | -       | -       | -                | -               |
| Totale   | 7              | 0              | 17             | 24             | 391            | 355            | -       | -       | -       | -       | -       |                  |                 |

Fonte: Enciclopedia del Football - A cura di Roberto Mezzetti

#### Serie B (terzo livello)
| Stagione | regular season | regular season | regular season | regular season | regular season | regular season | playoff | playoff | playoff | playoff | playoff | playoff               | playoff           |
|          | Vin            | Par            | Per            | Tot            | PF             | PS             | Vin     | Per     | Tot     | PF      | PS      | risultato             | avversaria        |
| -------- | -------------- | -------------- | -------------- | -------------- | -------------- | -------------- | ------- | ------- | ------- | ------- | ------- | --------------------- | ----------------- |
| 1990     | 8              | 1              | 1              | 10             | 238            | 60             | 1       | 1       | 2       | 38      | 56      | Secondo turno playoff | Cardinals Palermo |
| Totale   | 8              | 1              | 1              | 10             | 238            | 60             | 1       | 1       | 2       | 38      | 56      |                       |                   |

Fonte: Enciclopedia del Football - A cura di Roberto Mezzetti

### Coppa Italia
| Stagione | regular season | regular season | regular season | regular season | regular season | regular season | playoff | playoff | playoff | playoff | playoff | playoff          | playoff        |
|          | Vin            | Par            | Per            | Tot            | PF             | PS             | Vin     | Per     | Tot     | PF      | PS      | risultato        | avversaria     |
| -------- | -------------- | -------------- | -------------- | -------------- | -------------- | -------------- | ------- | ------- | ------- | ------- | ------- | ---------------- | -------------- |
| 1993     | -              | -              | -              | -              | -              | -              | 0       | 1       | 1       | 18      | 34      | Ottavi di finale | Pythons Milano |
| Totale   | -              | -              | -              | -              | -              | -              | 0       | 1       | 1       | 18      | 34      |                  |                |

Fonte: Enciclopedia del Football - A cura di Roberto Mezzetti

### Campionati giovanili

#### Under 20
| Stagione | regular season | regular season | regular season | regular season | regular season | regular season | playoff | playoff | playoff | playoff | playoff | playoff   | playoff    |
|          | Vin            | Par            | Per            | Tot            | PF             | PS             | Vin     | Per     | Tot     | PF      | PS      | risultato | avversaria |
| -------- | -------------- | -------------- | -------------- | -------------- | -------------- | -------------- | ------- | ------- | ------- | ------- | ------- | --------- | ---------- |
| 1987     | 0              | 0              | 5              | 5              | 14             | 153            | -       | -       | -       | -       | -       | -         | -          |
| 1988     | 1              | 0              | 4              | 5              | 46             | 103            | -       | -       | -       | -       | -       | -         | -          |
| Totale   | 1              | 0              | 9              | 10             | 60             | 256            | -       | -       | -       | -       | -       |           |            |

Fonte: Enciclopedia del Football - A cura di Roberto Mezzetti

### Altri tornei

#### Memorial Elvio Ancillani
| Stagione | regular season | regular season | regular season | regular season | regular season | regular season | playoff | playoff | playoff | playoff | playoff | playoff    | playoff          |
|          | Vin            | Par            | Per            | Tot            | PF             | PS             | Vin     | Per     | Tot     | PF      | PS      | risultato  | avversaria       |
| -------- | -------------- | -------------- | -------------- | -------------- | -------------- | -------------- | ------- | ------- | ------- | ------- | ------- | ---------- | ---------------- |
| 1996     | -              | -              | -              | -              | -              | -              | 0       | 1       | 1       | ?       | ?       | Semifinale | Skorpions Varese |
| Totale   | -              | -              | -              | -              | -              | -              | 0       | 1       | 1       | ?       | ?       |            |                  |

Fonte: Enciclopedia del Football - A cura di Roberto Mezzetti

### Riepilogo fasi finali disputate
| Anno | Luogo     | Evento                   | Fase del torneo       | Incontro                               | Risultato |
| 1987 | Pordenone | Serie B                  | Secondo turno playoff | Fighters Pordenone - Bears Merano      | 30 - 14   |
| 1990 | Palermo   | Serie B                  | Secondo turno playoff | Cardinals Palermo - Fighters Pordenone | 42 - 16   |
| 1991 | ?         | Silverbowl               | Quarti di finale      | Apaches Firenze – Fighters Pordenone   | 49 - 0    |
| 1993 | ?         | Coppa Italia             | Ottavi di finale      | Fighters Pordenone - Pythons Milano    | 18 - 34   |
| 1996 | Belluno   | Memorial Elvio Ancillani | Semifinale            | Fighters Pordenone - Skorpions Varese  | p - v     |